# Shine Kuk
Son Yong Kuk (20 de septiembre de 1993), conocida por su nombre Occidental Shine  Kuk, es una actriz, presentadora de televisión y cantante surcoreana activa en Filipinas ampliamente conocida por el programa Eat Bulaga, You're My Foreignay Gran Ganador de 2014 y también por ser una de sus coanfitriones.

## Programas
| Año           | Título               | Papel                                            | Red         |
| 2014          | Eat Bulaga           | You're My Foreignay Gran Ganador, Copresentadora | GMA Network |
| 2014          | Sunday all stars     | Artista Invitada                                 | GMA Network |
| 2014          | Unang Hirit          | Invitada                                         | GMA Network |
| 2014          | 24 Oras              | Entrevista                                       | GMA Network |
| 2014          | The Ryzza Mae Show   | Artista Invitada                                 | GMA Network |
| 2014          | Vampiro Ang Daddy Ko | Invitada                                         | GMA Network |
| 2014          | Pop Hablar           | Ella misma                                       | GMA News TV |
| 2017-presente | Helado de Plátano    | Reparto regular                                  | ABS-CBN     |